# لوک تنها، پیک
لوک تنها، پیک (انگلیسی: Lonesome Luke, Messenger) یک فیلم کمدی صامت کوتاه به کارگردانی هال روچ است که در سال ۱۹۱۷ منتشر شد.

## بازیگران
- هارولد لوید
- اسناب پالرد
- ببه دنیلز
- گیلبرت پرت
- فرد سی. نیومیر
- گاس لئونارد
- باد جیمیسون
- سمی بروکس
- چارلز استیونسون
- دوروثیا والبرت